# أشباه آكلات النمل الحرشفية
أشباه آكلات النمل الحرشفية (الاسم العلمي: Pholidotamorpha)، هي فرع حيوي من الثدييات المشيمية، معظمها يتغذى على النمل والنمل الأبيض، والتي تشبه (جزئيًا) جسديًا آكلات النمل والمدرعات. ومع ذلك، فإن الأنواع المذكورة سابقًا توضع الآن في رتبة غريبات المفاصل، جنبًا إلى جنب مع الكسلان؛ بينما تصنف "أشباه آكلات النمل الحرشفية" الآن تحت الرتبة الوسطى الأوابد، والتي تشمل رتبة اللواحم (الثدييات اللاحمة) وآكلات النمل الحرشفية بالإضافة إلى الرتبة البدائية المنقرضة عديمات الأسنان القديمة، التي تحتوي فقط على أنواع منقرضة.